# フランク・キャロル
フランク・キャロル（英: Frank Carroll、1938年 - 2024年6月9日）は、アメリカ合衆国マサチューセッツ州ウースター出身のフィギュアスケート選手で、のちにフィギュアスケートコーチ。2007年世界フィギュアスケート殿堂入り。

## 経歴

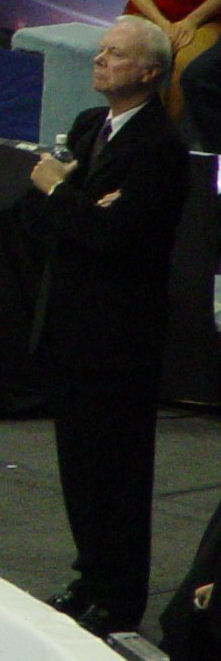
2002年全米選手権でのフランク・キャロル

マサチューセッツ州ウースターで育ち、のちにウィンチェスターに移り1932年のレークプラシッドオリンピック女子シングル銅メダリストのマリベル・ビンソンに師事した。アマチュア選手としてジュニア時代に全米選手権で2位となったが、大成せずそのままプロに転向。1964年からコーチとして活動を始め、1970年代後半以降から世界トップクラスのスケーターのコーチを次々に手がけた。2007年には世界フィギュアスケート殿堂入りした。
2018年7月29日、コーチ業からの勇退を発表した。
2024年6月9日に死去。アメリカフィギュアスケート連盟が訃報を発表した。85歳没。

### 過去に指導してきた選手
- リンダ・フラチアニ（1977年世界 金、1979年世界 金、1980年五輪 銀）
- 五十嵐文男
- クリストファー・ボウマン（1989年世界 銀、1990年世界 銅）
- ティファニー・チン（1985年世界 銅、1986年世界 銅）
- アンジェラ・ニコディノフ
- ミシェル・クワン（1996年世界 金、1997年世界 銀、1998年五輪 銀、1998年世界 金、1999年世界 銀、2000年世界 金、2001年世界 金、2002年五輪 銅、2002年世界 銀、2003年世界 金、2004年世界 銅）
- ティモシー・ゲーブル（2002年五輪 銅、2002年世界 銀、2003年世界 銀）
- カロリーナ・コストナー（2005年世界 銅、2008年世界 銀、2011年世界 銅、2012年世界 金、2013年世界 銀、2014年五輪 銅、2014年世界 銅）
- 長洲未来
- グレイシー・ゴールド
- エヴァン・ライサチェク（2005年世界 銅、2006年世界 銅、2009年世界 金、2010年五輪 金）
- デニス・テン（2013年世界 銀、2014年五輪 銅、2015年世界 銅）
- 村上大介